# Новиков, Виктор Павлович
Виктор Павлович Новиков (1905, Казань, Российская империя — 14 мая 1979 год, Белебей, Башкирская Автономная Советская Социалистическая Республика, СССР) — Экзарх Сибири, священник католической церкви византийского обряда, член ордена иезуитов, участник Русского апостолата, узник Гулага.

## Биография
Родился в 1905 году в Казани. С детства воспитывался в семье польского инженера Холева.
В 1923 году за попытку нелегального перехода советско-польской границы приговорён к 5 месяцам тюрьмы.
В 1924 году получил польское гражданство и выехал в Польшу, где окончив католическую духовную семинарию, в 1927 году вступил в монашеский орден иезуитов под Слонимом, поступил в Ягеллонский университет в Кракове для изучения философии, продолжил богословское образование в Григорианском университете в Риме.
В 1934 году рукоположен в сан священника. В 1938 году назначен профессором в семинарии в Дубно, призванной готовить кадры для Неоунии в восточных областях Польши. От митрополита Андрея Шептицкого получил назначение вице-экзарха Российской грекокатолической церкви, возглавлявшейся на этот момент архимандритом Климентом Шептицким и с группой священников, среди которых был Вальтер Чишек.
С марта 1940 года проживал в городе Чусовой на Урале. 23 июня 1941 года был арестован как агент Ватикана и обвинён в антисоветской агитации и шпионаже. 23 сентября 1942 года приговорён по ст.ст. 58—6 и 58-10 УК РСФСР к 15 годам исправительных работ.
После Собора экзархов во Львове 1942, разделившего Экзархат на территории СССР на российский и сибирский экзархаты, назначен возглавить Экзархат Сибири.
В 1943 году отправлен в Воркутлаг. 20 января 1954 года был освобождён досрочно и выслан в Башкирию. Проживал в Белебее, где преподавал латинский язык в медицинском училище.
Свидетельство того, что Новиков был в сане епископа приводит преосвященный Павел (Василик), который будучи арестованным 23 июня 1941 и находясь в лагере в Жезказгане, был 1 января 1950 Новиковым тайно рукоположен в сан диакона.

## Примечание
1. ↑  Колупаев В. Российская Католическая церковь византийского обряда (краткий исторический очерк). Дата обращения: 20 мая 2015. Архивировано 22 апреля 2021 года.